# Anna-Marie Keighley

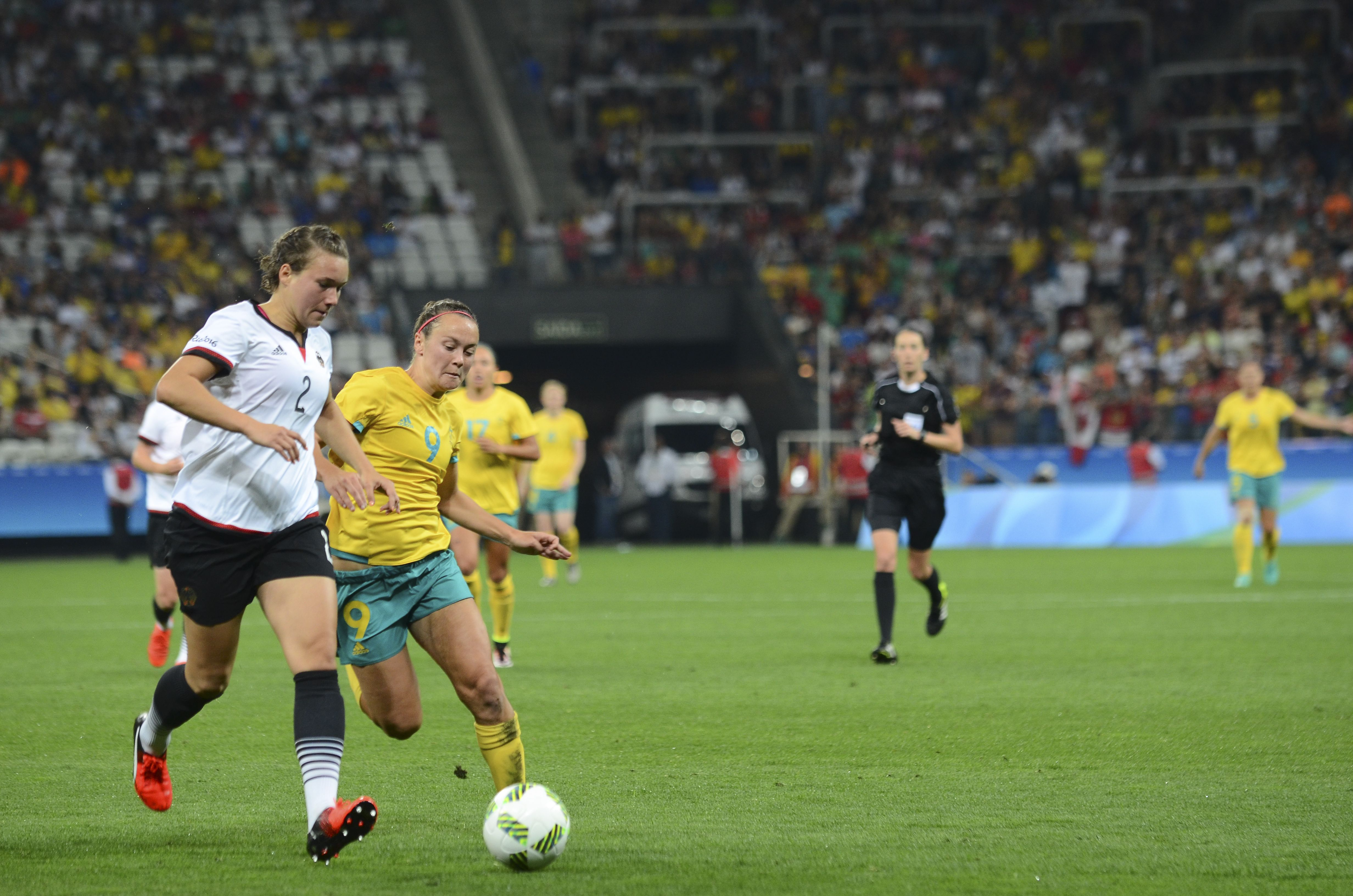
Anna-Marie Keighley (im Hintergrund) beim Olympischen Frauenfußballturnier 2016

Anna-Marie Keighley (* 30. Juni 1982 in Waitara, Taranaki) ist eine neuseeländische Fußballschiedsrichterin.

## Karriere
Seit 2010 steht Keighley auf der Liste der FIFA-Schiedsrichter und leitet internationale Fußballpartien.
Bei der Weltmeisterschaft 2015 in Kanada leitete sie mit fünf Partien, darunter das Halbfinale zwischen Japan und England (2:1), die meisten Spiele.
Beim Olympischen Frauenfußballturnier 2016 in Rio de Janeiro pfiff Keighley zwei Spiele, ein Spiel in der Gruppenphase sowie das Viertelfinale zwischen den Vereinigten Staaten und Schweden (1:1 n. V., 3:4 i. E.).
Bei der Weltmeisterschaft 2019 in Frankreich leitete Keighley (gemeinsam mit ihren Assistentinnen Sarah Jones und Maria Salamasina) zwei Partien in der Gruppenphase.
Zudem war sie unter anderem bei der U-17-Weltmeisterschaft 2017 in Indien, der U-20-Weltmeisterschaft 2018 in Frankreich, beim Algarve-Cup 2019 und der U-20-Weltmeisterschaft 2022 in Costa Rica im Einsatz.
Im Januar 2023 wurden Keighley, Jones und Salamasina für die Weltmeisterschaft 2023 in Australien und Neuseeland nominiert.

## Einsätze bei Turnieren

### Fußball-Weltmeisterschaft 2015
| Phase        | Datum         | Spielort  | Heimmannschaft | Gastmannschaft | Ergebnis  |
| ------------ | ------------- | --------- | -------------- | -------------- | --------- |
| Gruppenphase | 7. Juni 2015  | Ottawa    | Norwegen       | Thailand       | 4:0 (3:0) |
| Gruppenphase | 13. Juni 2015 | Moncton   | England        | Mexiko         | 2:1 (0:0) |
| Gruppenphase | 17. Juni 2015 | Ottawa    | Südkorea       | Spanien        | 2:1 (0:1) |
| Achtelfinale | 21. Juni 2015 | Vancouver | Kanada         | Schweiz        | 1:0 (0:0) |
| Halbfinale   | 1. Juli 2015  | Edmonton  | Japan          | England        | 2:1 (1:1) |

### Olympisches Fußballturnier 2016
| Phase         | Datum         | Spielort  | Heimmannschaft     | Gastmannschaft | Ergebnis                       |
| ------------- | ------------- | --------- | ------------------ | -------------- | ------------------------------ |
| Gruppenphase  | 6. Aug. 2016  | São Paulo | Deutschland        | Australien     | 2:2 (1:2)                      |
| Viertelfinale | 12. Aug. 2016 | Brasília  | Vereinigte Staaten | Schweden       | 1:1 n. V. (1:1, 0:0), 3:4 i. E |

### Fußball-Weltmeisterschaft 2019
| Phase        | Datum         | Spielort | Heimmannschaft | Gastmannschaft | Ergebnis  |
| ------------ | ------------- | -------- | -------------- | -------------- | --------- |
| Gruppenphase | 14. Juni 2019 | Reims    | Jamaika        | Italien        | 0:5 (0:2) |
| Gruppenphase | 20. Juni 2019 | Rennes   | Thailand       | Chile          | 0:2 (0:0) |

### Fußball-Weltmeisterschaft 2023
| Phase        | Datum         | Spielort | Heimmannschaft | Gastmannschaft | Ergebnis  |
| ------------ | ------------- | -------- | -------------- | -------------- | --------- |
| Gruppenphase | 28. Juli 2023 | Dunedin  | Argentinien    | Südafrika      | 2:2 (0:1) |
| Gruppenphase | 3. Aug. 2023  | Brisbane | Südkorea       | Deutschland    | 1:1 (1:1) |

## Privates
Keighley ist Lehrerin an der Rototuna Senior High School in Hamilton.
Im Juli 2017 heiratete sie Campbell-Kirk Kawana-Waugh, der ebenfalls Schiedsrichter ist.